# Kalamaja

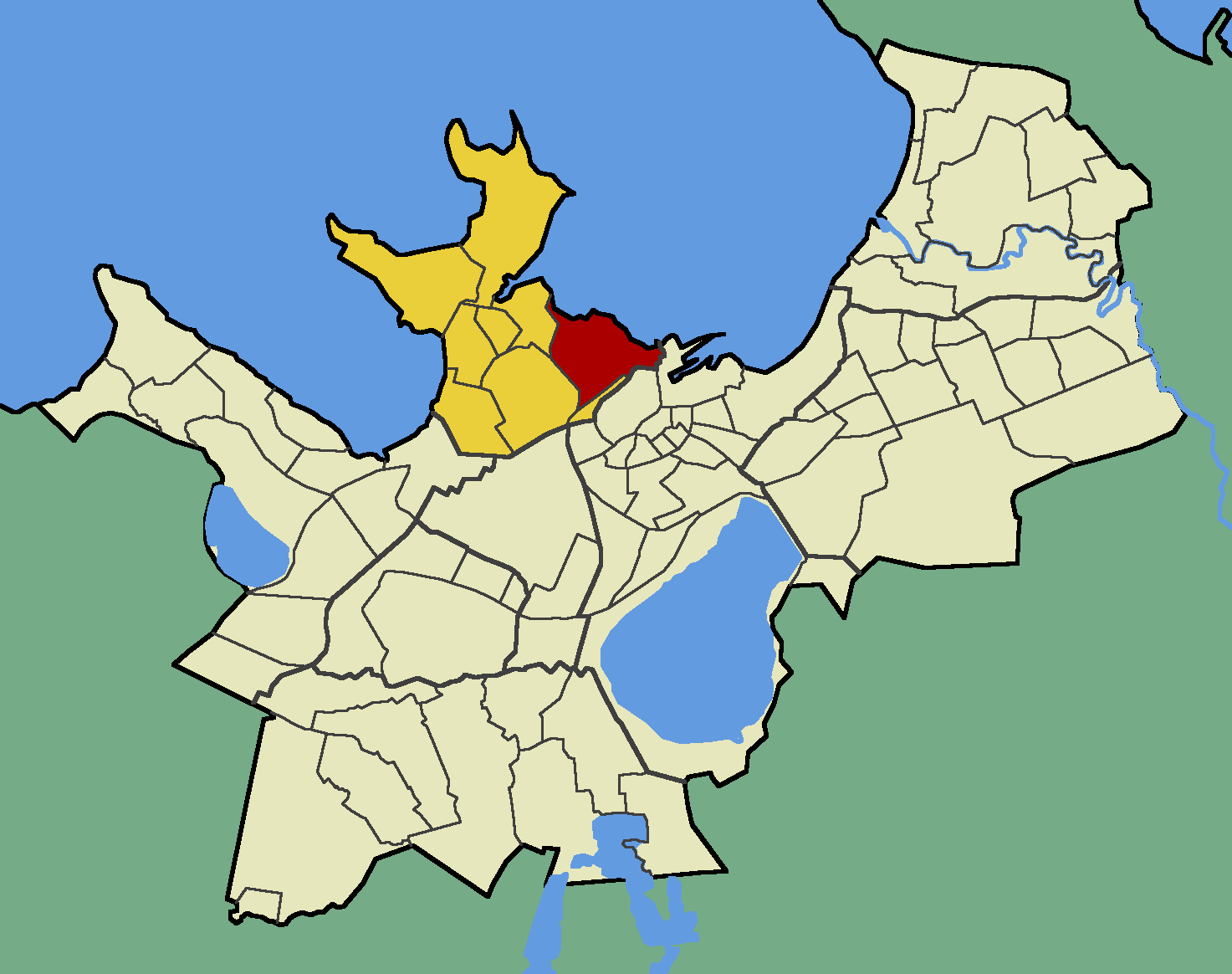
Der Bezirk Kalamaja (rot) im Tallinner Stadtteil Põhja-Tallinn (gelb)

Kalamaja (historischer deutscher Name „Fischermay“ bzw. „Fischermai“ oder „Fischermaie“) ist ein Bezirk (estnisch asum) der estnischen Hauptstadt Tallinn. Er liegt im Stadtteil Põhja-Tallinn („Nord-Tallinn“).

## Beschreibung

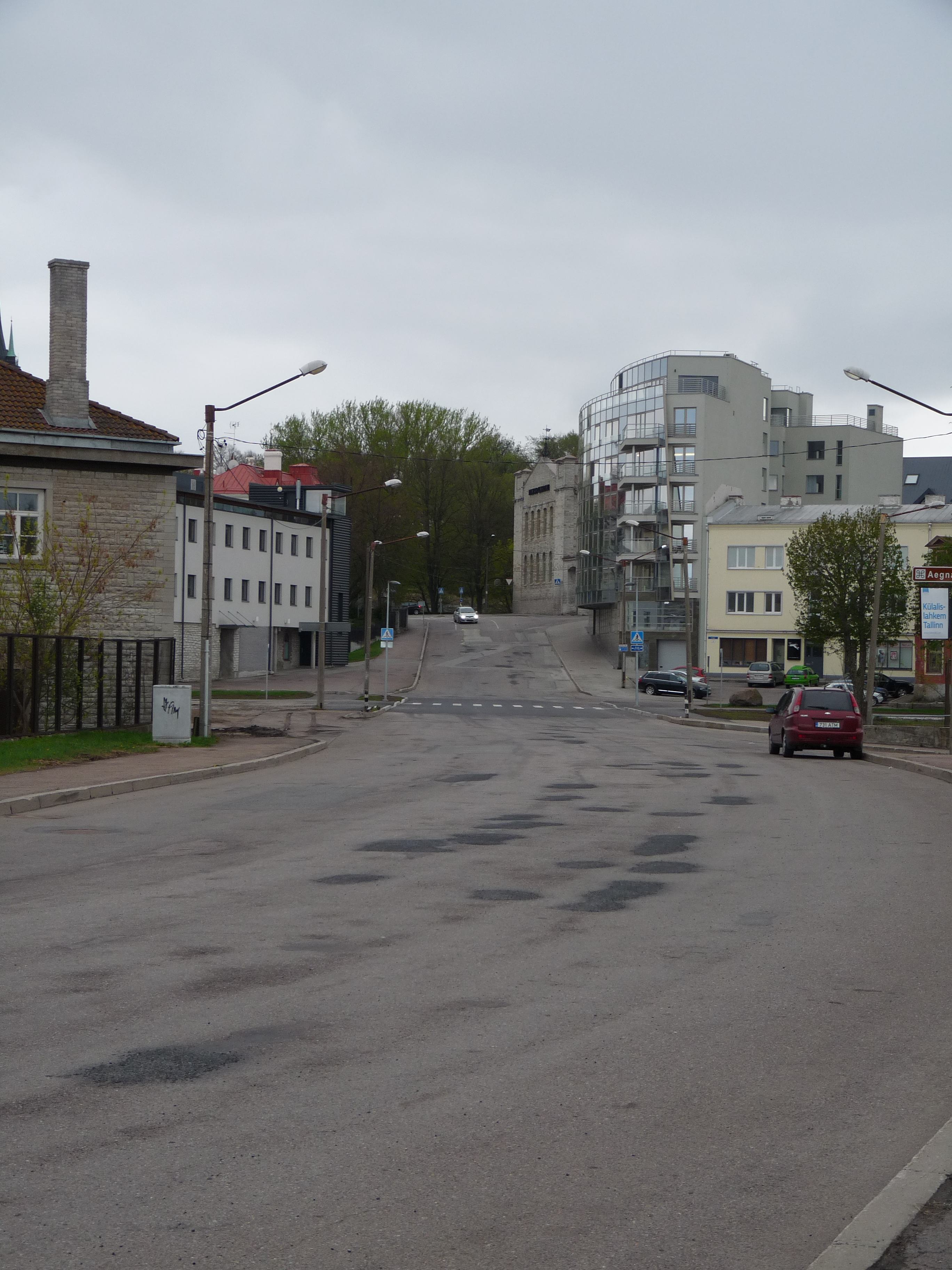

Der Stadtbezirk hat 8.054 Einwohner (Stand 1. Mai 2010). Er liegt nordwestlich der Tallinner Altstadt hinter dem Baltischen Bahnhof (Balti jaam). Kalamaja bildet die Verbindung zwischen der Altstadt und der Tallinner Bucht (Tallinna laht), dem Ostsee-Zugang der Hansestadt.

## Geschichte
Kalamaja entstand während des Mittelalters als Tallinner Vorstadt außerhalb der Stadtmauern. Die erste schriftliche Erwähnung geht auf das Jahr 1374 (nach anderen Quellen 1371) zurück.
Die Bevölkerung Kalamajas bestand zum größten Teil aus Esten, die vom Land in die Stadt zogen. Der nahe gelegene Tallinner Hafen bot zahlreiche Beschäftigungsmöglichkeiten. Viele verdingten sich als Fischer, Hafenarbeiter, Fuhr- und Karrleute, Mündriche, Fischhändler und Lotsen. Kalamaja spielte wirtschaftlich und kulturell eine wichtige Rolle beim Austausch zwischen Stadt und Land.
In Kalamaja befanden sich neben Wohnhäusern auch zahlreiche Schänken, Gasthäuser und Bordelle.
1438 entstand in der Nähe der Großen Strandpforte (Suur rannavärav) eine Kapelle, die der Heiligen Gertrud geweiht war. Der Bau aus Holz und Stein existierte bis 1540. 1545 wurde eine neue Kirche etwas weiter entfernt errichtet, die allerdings bereits 1571 abbrannte. Sie wurde 1602 wiederaufgebaut und 1710 im Nordischen Krieg zerstört.
Der Nordische Krieg und die folgende Pestepidemie dezimierten die Bevölkerung Kalamajas erheblich. Erst mit dem Bau des russischen Kriegshafens auf Befehl des Zaren Peters I. erlebte die Vorstadt im Laufe des 18. Jahrhunderts eine neue Blüte. Zur Verteidigung des Tallinner Hafens wurden auch Küstenbatterien errichtet.
Während des Krimkrieges (1853–1856) wurden Teile Kalamajas absichtlich zerstört, um dem englischen und französischen Feind keine Deckung zu bieten. Nach dem Krieg verlor die russische Seefestung dann ihre Bedeutung. Die zwischen 1828 und 1840 errichtete, mehrere Hektar große Küstenbatterie Patarei mit ihrer Lage direkt an der Ostsee und ihren zwei Metern dicken Wänden wurde in den 1860er Jahren zur Kaserne und 1919 zum Gefängnis umgestaltet. Seit 2007 ist sie Kulturzentrum.
In der zweiten Hälfte des 19. Jahrhunderts entwickelten sich die frei gewordenen Flächen Kalamajas mehr und mehr zum Industriestandort. Unter anderem nahmen dort ab 1865 die Tallinner Gaswerke in einem von Rudolf Otto von Knüpffer geplanten Gebäude sowie metallverarbeitende Betriebe ihren Sitz. Mit dem Bau der Eisenbahnstrecke zwischen Paldiski und Tallinn kamen Werkstätten für Lokomotiven und Wagen hinzu, die 1880 über 500 Menschen beschäftigten.
Ende des 19. und Anfang des 20. Jahrhunderts zählten die Maschinenfabrik „Franz Krull“, die Maschinen- und Motorenfabrik „Wiegand“ (später „AS Ilmarine“) und ab 1899 der Maschinen- und Elektronikkonzern „Volta“ zu den größten Arbeitgebern in Estland. Ab 1910 wurde „Volta“ auch mit der Produktion von Kriegswaffen im Zarenreich betraut.
Infolge des Bevölkerungszuwachses durch die Industrialisierung entstanden in Kalamaja an der Wende vom 19. zum 20. Jahrhundert zahlreiche zweigeschossige Häuser als günstige Arbeiterwohnungen. Viele Holzfassaden zieren geschnitzte russische Ornamente sowie Elemente im Jugendstil und im Stil des Historismus.
1913 wurde in Kalamaja das erste Tallinner Elektrizitätswerk eingeweiht. Das Hauptgebäude entstand zwischen 1910 und 1913 nach Plänen des Architekten Hans Schmidt im Jugendstil. 1927–1929 kam eine Turbinenhalle hinzu, 1932 ein Schalt- sowie ein Kesselhaus.
Schon bald nach der Inbetriebnahme des Elektrizitätswerks wurde ein Großteil Kalamajas an das Stromnetz der Stadt angeschlossen. 1915 fuhr die erste Dampfstraßenbahn in Kalamaja. In den 1920er und 1930er Jahren wurde Kalajama weiter ausgebaut. Dabei entstanden auch zahlreiche Wohnhäuser im Stil des Funktionalismus.
In der Zwischenkriegszeit entwickelte sich Kalamaja als Industriestandort weiter. Neben zahlreichen kleineren Werkstätten hatten dort unter anderem die Schokoladenfabriken „Renomee“ und „Soliid“, die Streichholzfabrik „Lendra“, das metallverarbeitende Unternehmen „Aivaz“ sowie der Textil- und Tabakkonzern „Oskar Kilgas“ ihre Produktionsstandorte.
Bei dem verheerenden Angriff der sowjetischen Luftwaffe auf Tallinn am 9. März 1944 wurden auch Teile Kalamajas zerstört. 1946 wurden Kalamaja und die angrenzenden Stadtviertel in Rajon Kalinin umbenannt. Die estnischen Industriebetriebe wurden enteignet und verstaatlicht. Auf einer in den 1930er Jahren eingeweihten Parkanlage Kalamajas entstand 1965 das Kulturzentrum Salme (Salme kultuurikeskus) im sozialistischen Stil.
Der Kern der Bebauung blieb allerdings weitgehend unangetastet. Heute ist Kalamaja mit seinen historischen Holzhäusern ein beliebter Bezirk für die estnische Bohème.

## Friedhof Kalamaja
In Kalamaja lag einer der ältesten Friedhöfe Tallinns. Er wurde im 15. oder spätestens 16. Jahrhundert gegründet. Die beiden ältesten noch erhaltenen Grabsteine weisen die Jahreszahlen 1634 und 1636 auf.
Meist wurden auf dem Friedhof Esten der (estnischsprachigen) Kirchengemeinden der Heiliggeistkirche und der Johanniskirche sowie Schweden der (schwedischsprachigen) Sankt-Michaelskirche beigesetzt. Daneben fanden dort auch einige Deutschbalten ihre letzte Ruhestätte. Das bis heute erhaltene Wachhäuschen mit Turm entstand 1780. 1863 kam eine Kapelle hinzu.
1951 wurden Bestattungen auf dem Friedhof eingestellt. Damals betrug die Fläche des Friedhofs fast 6,5 Hektar.
Die sowjetischen Besatzungsbehörden ließen ihn 1964 – wie die Friedhöfe von Kopli und Mõigu – vollständig einebnen. Auch die Grabbücher sind nicht mehr existent. Die tausenden von Gräbern wurden dabei vollständig zerstört. Die historischen Grabsteine wurden in anderen Teilen Tallinns als Baumaterial verwendet, unter anderem für die Küstenbefestigung.
Das Gelände ist heute eine öffentliche Parkanlage, der Kalamaja kalmistupark. Eine Gedenktafel an der wiederhergestellten Kapelle erinnert an den ehemaligen Friedhof.

## Bilder

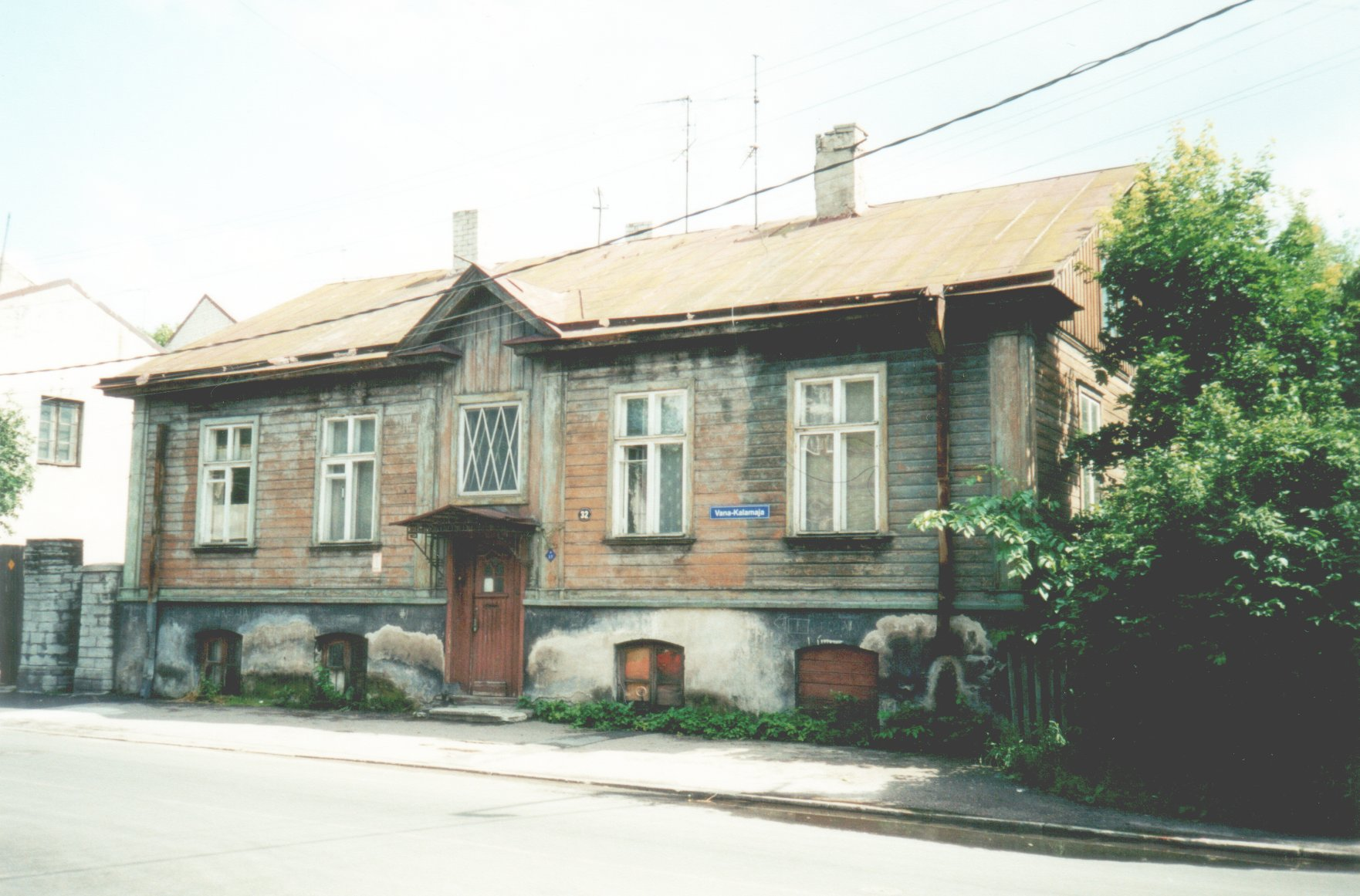
Historisches Holzhaus in Kalamaja (Aufnahme von 2001)
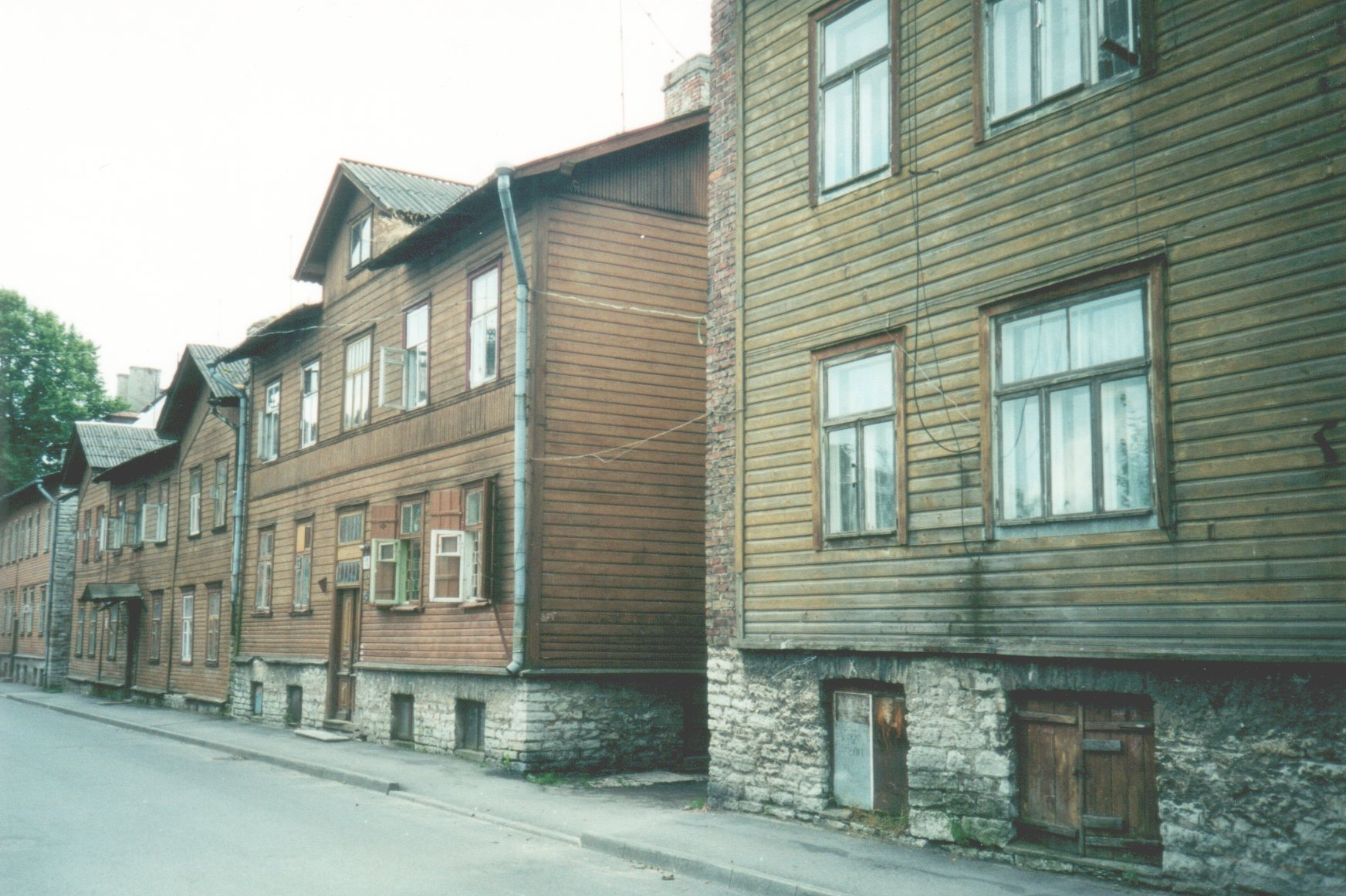
Holzhäuser in Kalamaja (2001)
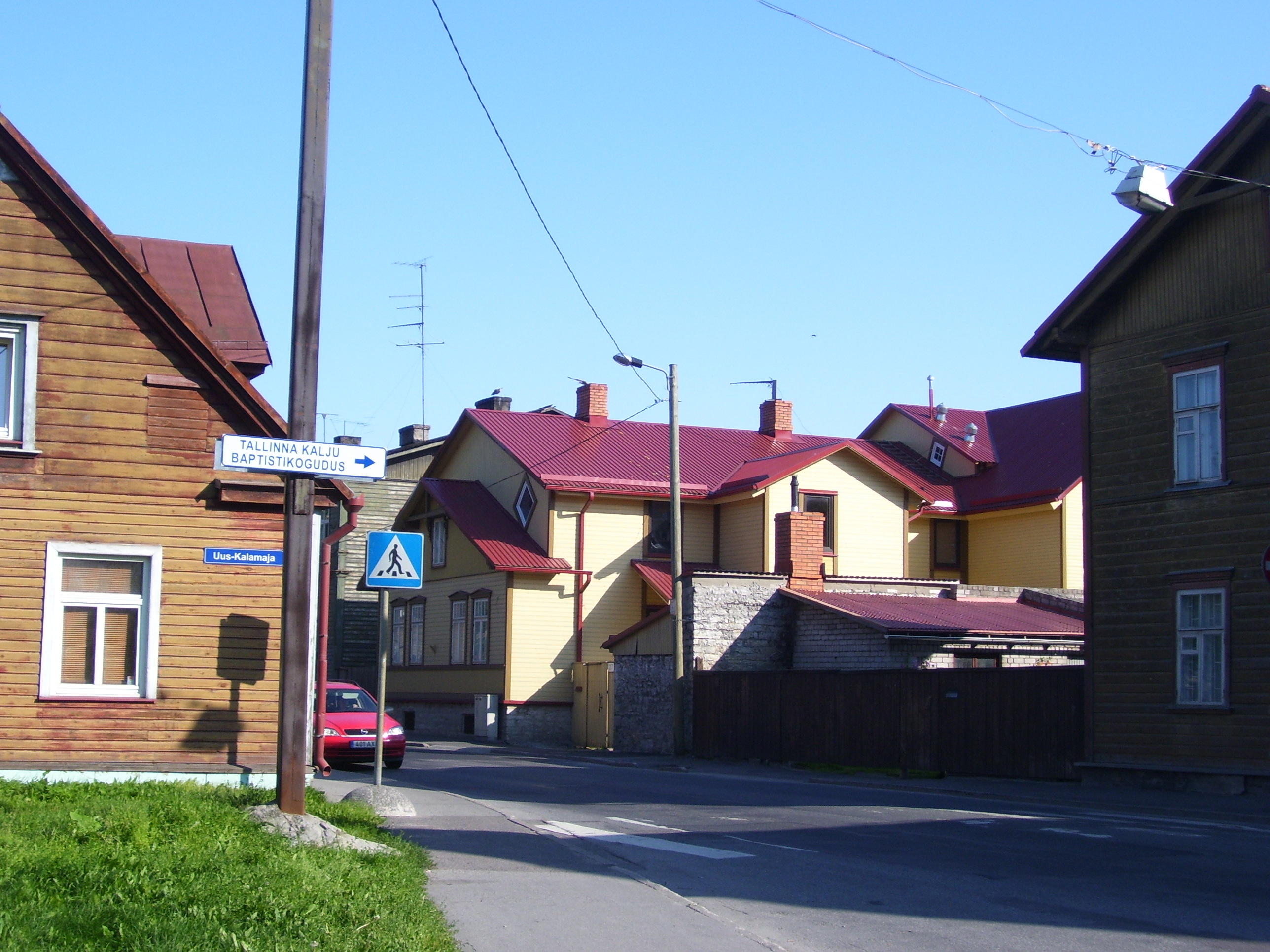
Straßenszene in Kalamaja
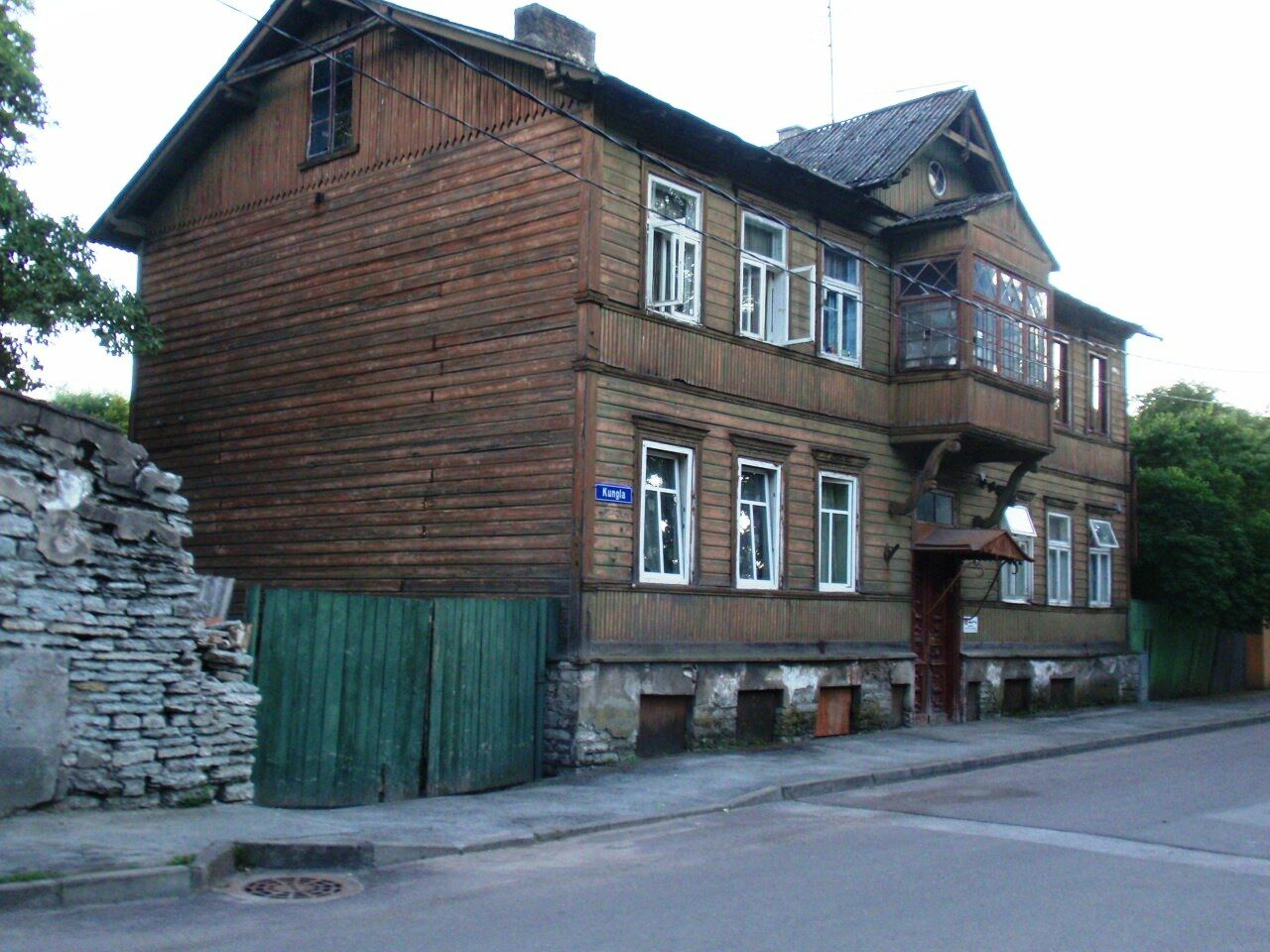
Historisches Holzhaus (Kungla-Straße)
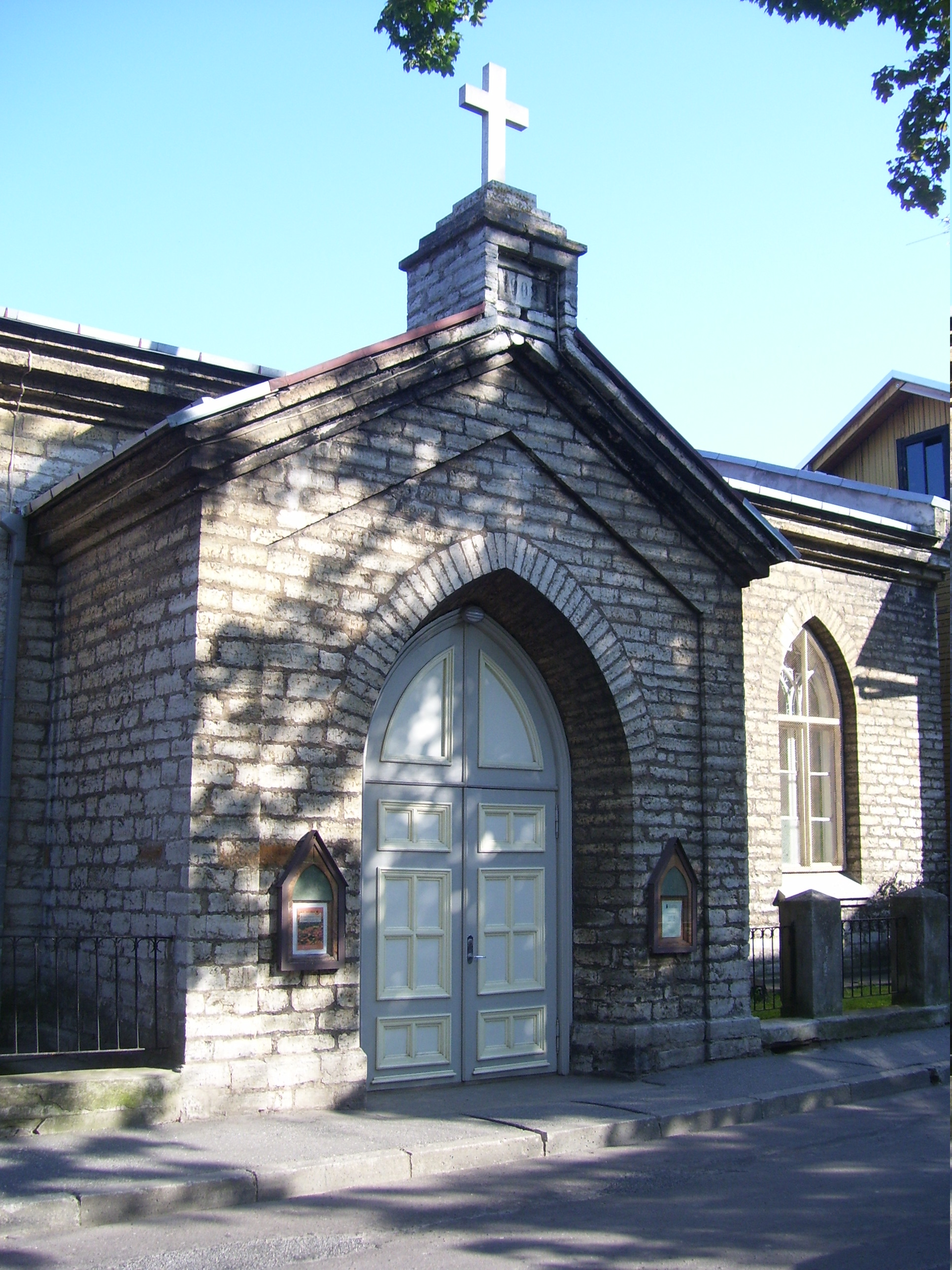
Gebetshaus der Baptisten-Gemeinde
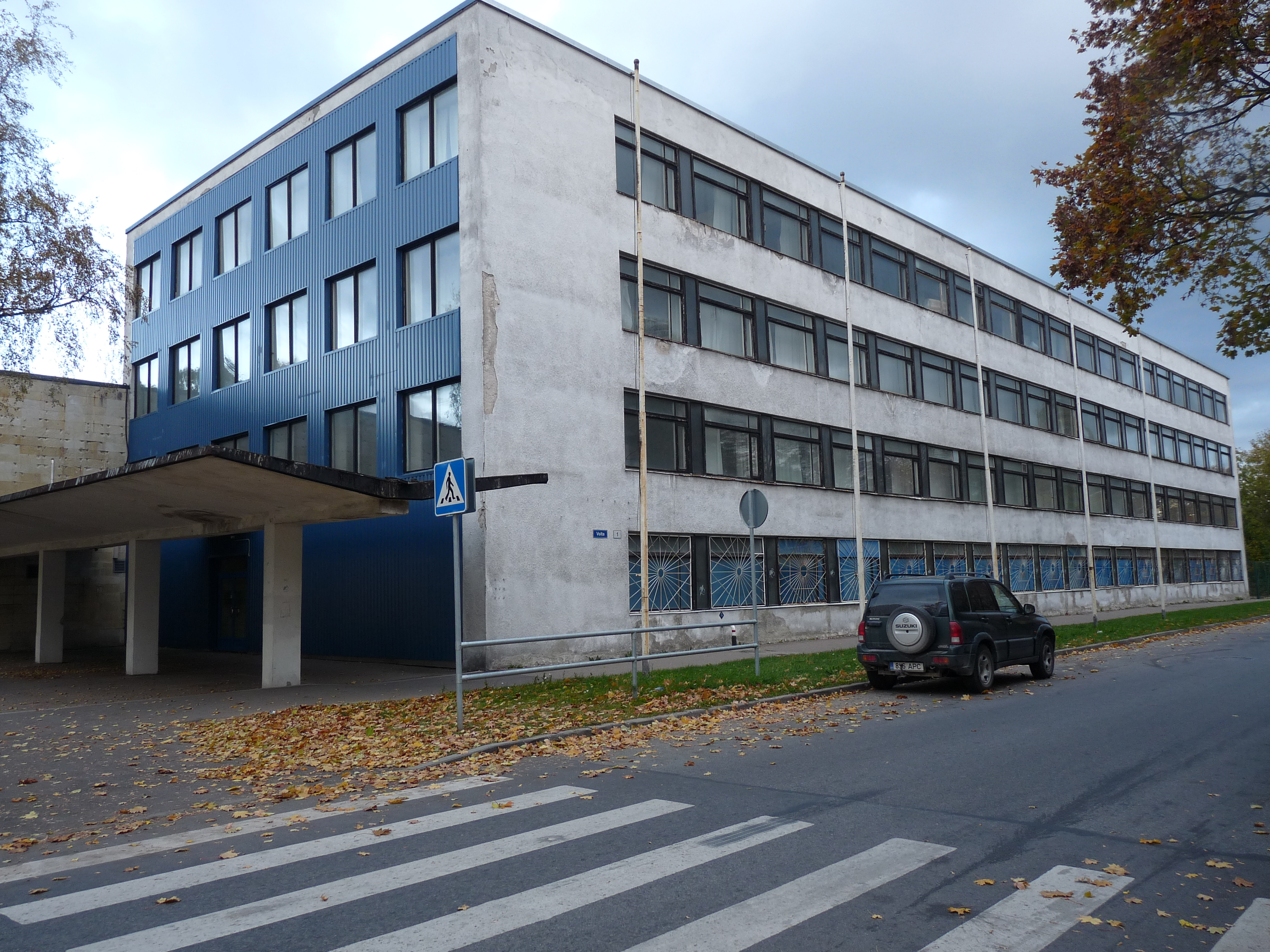
Die ehemalige Fabrik Volta
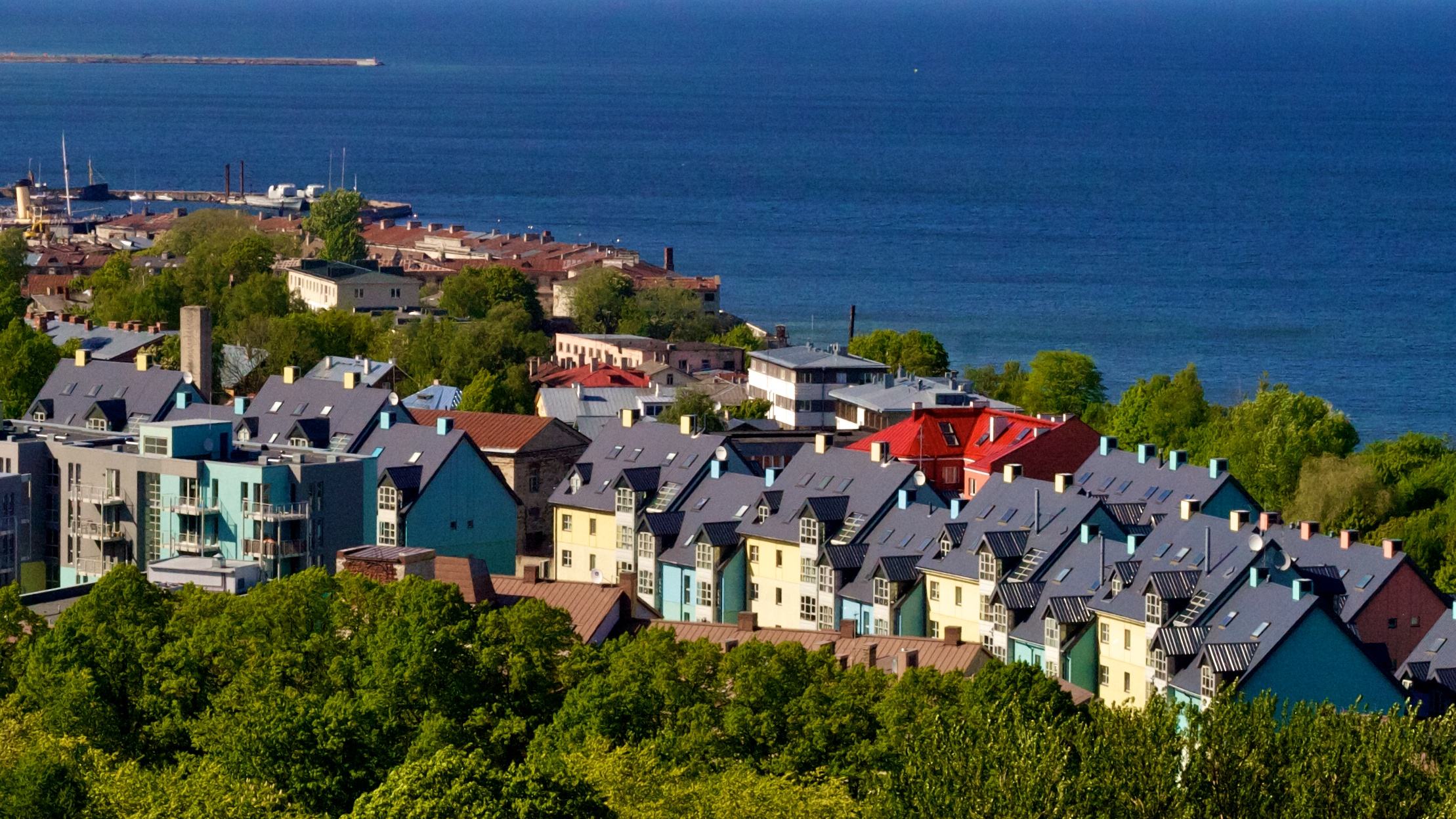
Blick auf das Neubaugebiet Ilmarine an der Tallinner Bucht
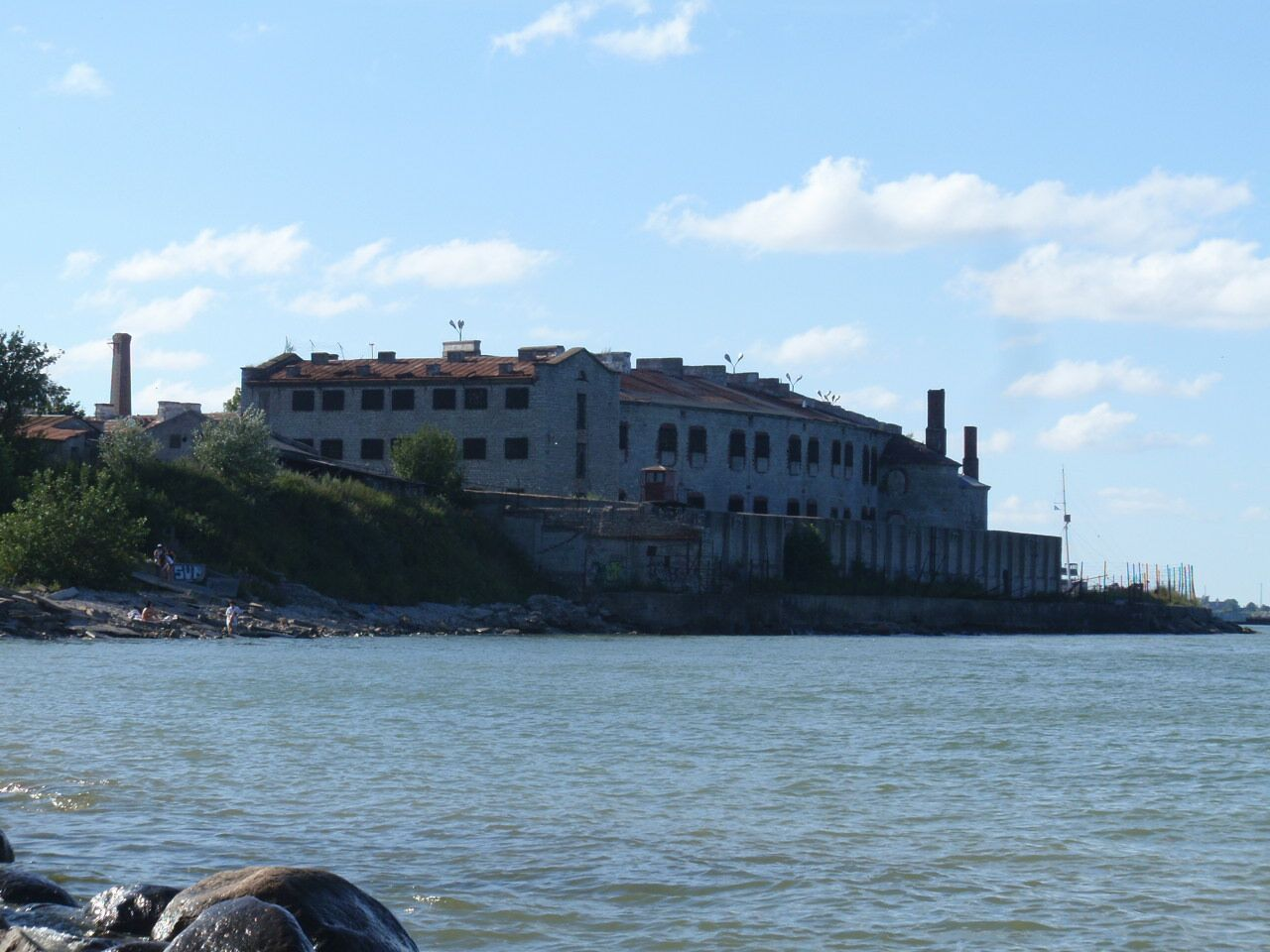
Das ehemalige Patarei-Gefängnis, seit 2007 Kulturzentrum
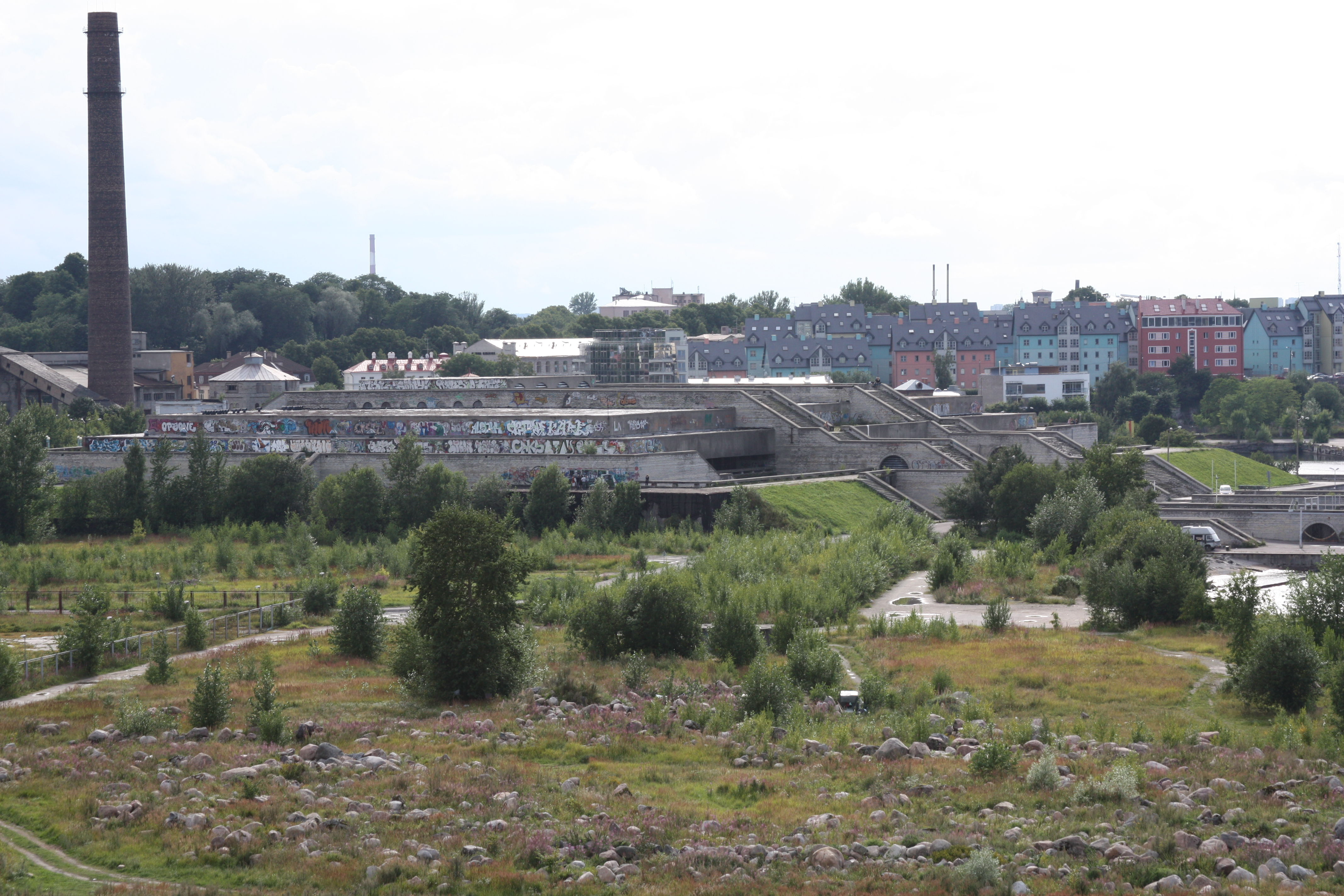
Das Veranstaltungszentrum Linnahall an der Ostsee
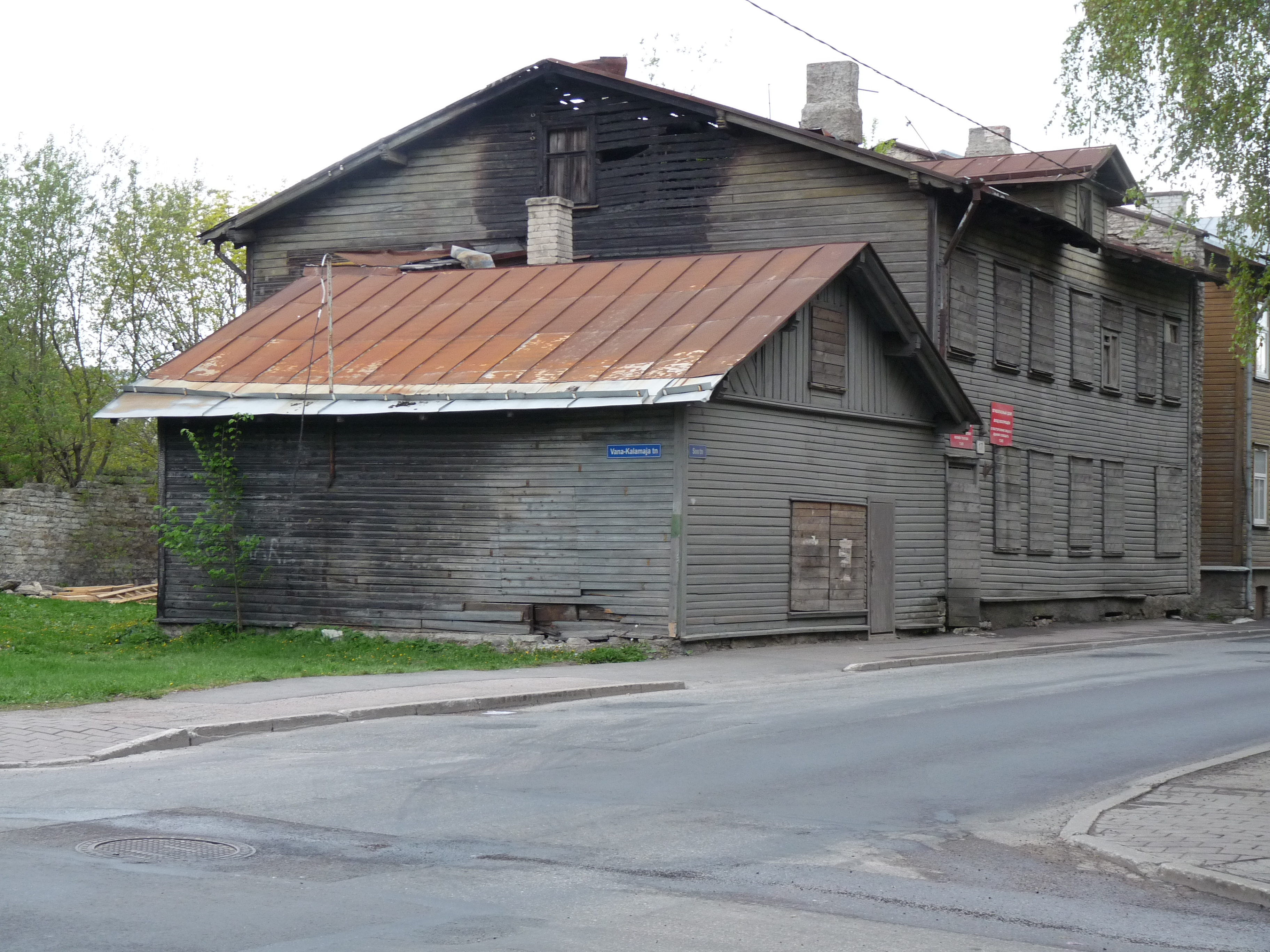
File:EU-EE-TLN-PT-Põhja puiestee tram stop.JPG
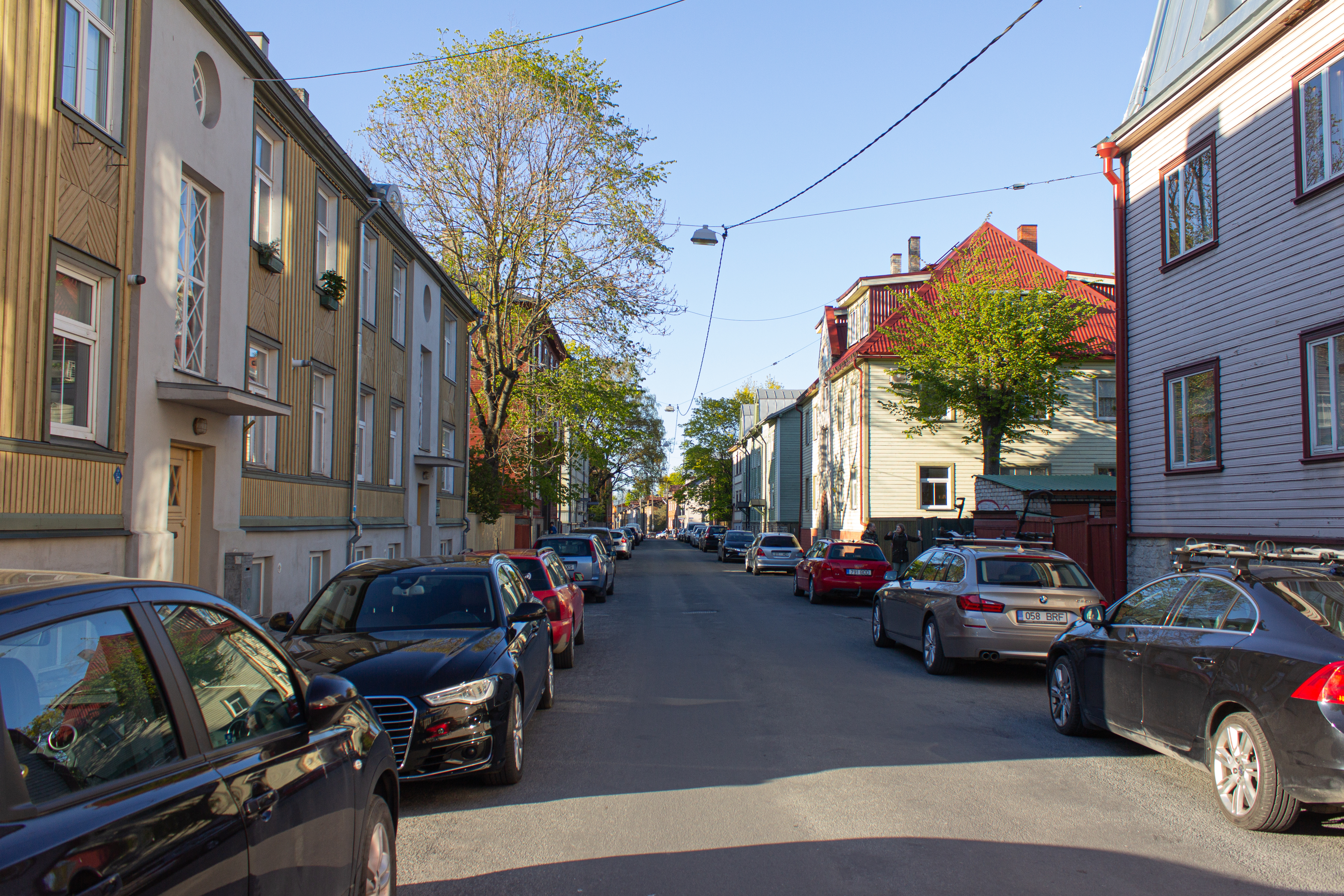
Typische Holzhäuser in Kalamaja (Salme-Straße)